# Liste der Straßen und Plätze im 10. Arrondissement (Paris)
Diese Liste führt alle Straßen und Plätze im 10. Arrondissement von Paris auf.

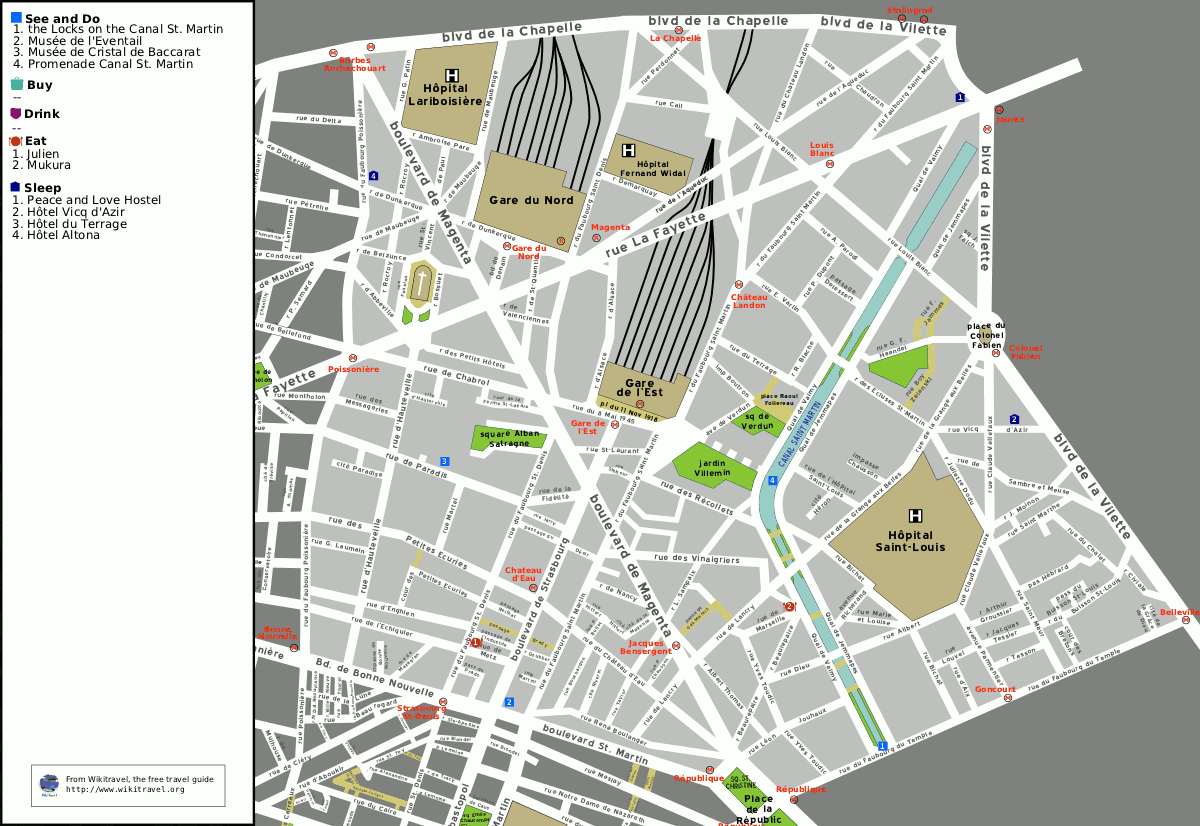
Plan des 10. Arrondissements von Paris

## Liste

### A
- Rue d’Abbeville
- Rue d’Aix
- Square Alban-Satragne
- Rue Albert-Camus
- Rue Albert-Thomas
- Rue Alexandre-Parodi
- Rue Alibert
- Rue d’Alsace
- Rue Ambroise Paré
- Rue de l’Aqueduc
- Rue Arthur-Groussier

### B
- Voie B/10
- Passage Barthélemy
- Place de la Bataille-de-Stalingrad
- Rue Beaurepaire
- Rue de Belzunce
- Rue Bichat
- Boulevard de Bonne Nouvelle
- Impasse Bonne Nouvelle
- Rue Bossuet
- Rue Bouchardon
- Impasse Boutron
- Rue Boy-Zelenski
- Passage Brady
- Cour des Bretons
- Passage du Buisson-Saint-Louis
- Rue du Buisson-Saint-Louis

### C
- Voie C/10
- Rue Cail
- Cité de Chabrol
- Rue de Chabrol
- Rue du Chalet
- Boulevard de la Chapelle
- Rue Charles-Robin
- Rue du Château-d’Eau
- Rue du Château-Landon
- Rue Chaudron
- Impasse Chausson
- Rue Civiale
- Avenue Claude-Vellefaux
- Place du Colonel-Fabien
- Rue du Commandant-Mortenol
- Rue de Compiègne

### D
- Passage Delanos
- Passage Delessert
- Rue Demarquay
- Boulevard de Denain
- Passage du Désir
- Rue des Deux-Gares
- Rue Dieu
- Place du Docteur-Alfred-Fournier
- Passage Dubail
- Place Dulcie-September
- Rue de Dunkerque

### E
- Rue de l’Échiquier
- Rue des Écluses-Saint-Martin
- Rue d’Enghien
- Rue Eugène-Varlin

### F
- Rue du Faubourg-du-Temple
- Rue du Faubourg-Poissonnière
- Rue du Faubourg-Saint-Denis
- Rue du Faubourg-Saint-Martin
- Rue Fénelon
- Cour de la Ferme-Saint-Lazare
- Passage de la Ferme-Saint-Lazare
- Rue de la Fidélité
- Rue Francis-Jammes
- Place Franz-Liszt

### G
- Voie G/10
- Rue Gabriel-Laumain
- Rue Georg-Friedrich-Haendel
- Cour de la Grâce-de-Dieu
- Rue de la Grange-aux-Belles
- Rue Gustave-Goublier
- Rue Guy-Patin

### H
- Cité d’Hauteville
- Rue d’Hauteville
- Passage Hébrard
- Rue Henri-Feulard
- Cité Héron
- Cité Hittorf
- Rue Hittorf
- Rue de l’Hôpital-Saint-Louis
- Rue du 8 Mai 1945
- Place du Huit-Novembre-1942

### I
- Passage de l’Industrie

### J
- Place Jacques-Bonsergent
- Rue Jacques-Louvel-Tessier
- Rue Jarry
- Square Jean-Falck
- Rue Jean-Moinon
- Rue Jean-Poulmarch
- Quai de Jemmapes
- Place Johann-Strauss
- Rue Juliette-Dodu

### K
- Voie K/10

### L
- Voie L/10
- Rue La Fayette
- Rue de Lancry
- Villa du Lavoir
- Rue Legouvé
- Rue Léon-Jouhaux
- Rue Léon-Schwartzenberg
- Rue Louis-Blanc
- Rue Lucien-Sampaix

### M
- Boulevard de Magenta
- Cité de Magenta
- Passage des Marais
- Passage du Marché
- Rue Marie-et-Louise
- Rue de Marseille
- Rue Martel
- Impasse Martini
- Rue de Maubeuge
- Rue de Mazagran
- Rue des Messageries
- Rue de Metz
- Rue Monseigneur-Rodhain

### N
- Rue de Nancy
- Place Napoléon-III

### O
- Place du 11-Novembre-1918

### P
- Cité Paradis
- Rue de Paradis
- Avenue Parmentier
- Rue Perdonnet
- Cour des Petites-Écuries
- Passage des Petites-Écuries
- Rue des Petites-Écuries
- Rue des Petits-Hôtels
- Rue Philippe-de-Girard
- Rue Pierre Bullet
- Rue Pierre-Chausson
- Rue Pierre-Dupont
- Passage du Prado
- Allée du Professeur-Jean-Bernard

### Q
- Impasse du Quarante-Neuf-Faubourg-Saint-Martin

### R
- Place Raoul-Follereau
- Passage des Récollets
- Rue des Récollets
- Passage Reilhac
- Rue René Boulanger
- Place de la République
- Avenue Richerand
- Cité Riverin
- Rue Robert-Blache
- Place Robert-Desnos
- Rue de Rocroy
- Place de Roubaix

### S
- Boulevard Saint-Denis
- Impasse Sainte-Marthe
- Place Sainte-Marthe
- Rue Sainte-Marthe
- Rue Saint-Laurent
- Boulevard Saint-Martin
- Cité Saint-Martin
- Rue Saint-Maur
- Rue de Saint-Quentin
- Rue Saint-Vincent-de-Paul
- Rue de Sambre-et-Meuse
- Rue Sibour
- Boulevard de Strasbourg

### T
- Voie T/10
- Rue Taylor
- Rue du Terrage
- Rue Tesson

### U
- Voie U/10

### V
- Place de Valenciennes
- Rue de Valenciennes
- Quai de Valmy
- Avenue de Verdun
- Square de Verdun
- Rue Vicq-d’Azir
- Boulevard de la Villette
- Rue des Vinaigriers

### W
- Cité du Wauxhall

### Y
- Rue Yves Toudic